# Więzienie karno-śledcze nr III w Warszawie

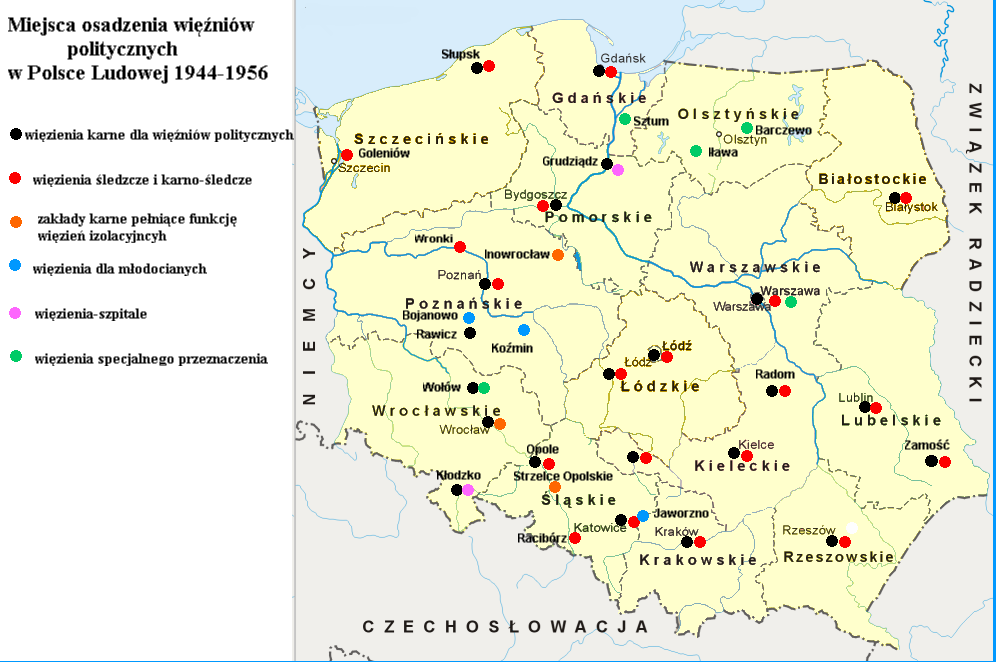
Miejsca osadzenia więźniów politycznych w Polsce Ludowej 1944-1956

Więzienie karno-śledcze nr III w Warszawie, zwyczajowo Toledo – więzienie Urzędu Bezpieczeństwa i NKWD przeznaczone dla żołnierzy Armii Krajowej, Narodowych Sił Zbrojnych oraz innych organizacji podziemnych, działające w latach 1944–1956 na warszawskiej Pradze-Północ. Miało siedzibę w nieistniejącym obecnie budynku przy ul. Ratuszowej 11 (obecnie ul. Namysłowska 6).

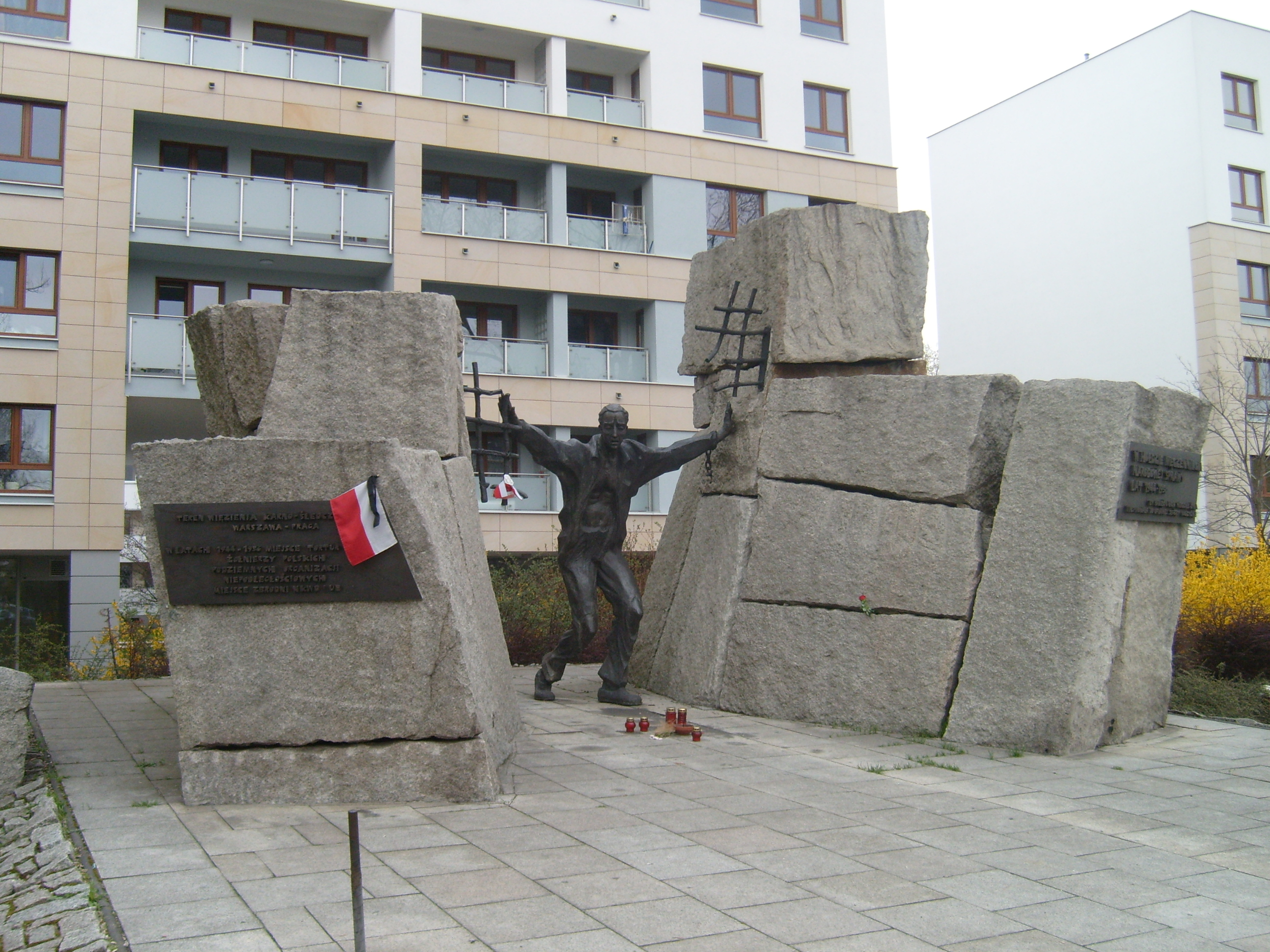
Pomnik „Ku Czci Pomordowanych w Praskich Więzieniach 1944–1956”, znajdujący się w miejscu więzienia karno-śledczego nr III

## Historia
Więzienie powstało w 1944 roku na terenach koszar 36. Pułku Piechoty Legii Akademickiej, wybudowanych za czasów carskiej Rosji. Początkowo było to więzienie NKWD, a później UB. Od początku swego istnienia było miejscem kaźni żołnierzy zbrojnego podziemia oraz członków tajnych organizacji (tzw. żołnierzy wyklętych). Uważane było za jedno z najcięższych więzień tego typu, słynęło z tortur i licznych egzekucji.
Więzienie było otoczone wysokim na ok. trzy metry murem z drutem kolczastym. W narożnikach znajdowały się wieże strażnicze z reflektorami. Od 1951 roku cele śmierci mieściły się na pierwszym piętrze.

### Funkcjonariusze
Naczelnikiem więzienia był Kazimierz Szymonowicz (właśc. Kopel Klejman), nazywany przez więźniów „Krwawym Kaziem”, z zachowanych relacji wynikało, że lubił osobiście wykonywać wyroki śmierci. Po nieudanej próbie zamachu na jego życie, podjętego przez działaczy WiN-u został naczelnikiem centralnego więzienia w Rawiczu (1945–1949).
Do najbardziej brutalnych śledczych należeli m.in.: Tadeusz Gózik, Zygmunt Knyziak, Tadeusz Poddębski, Józef Frydman i prokurator Landzberg. W przesłuchiwaniach i znęcaniu się nad więźniami brała udział również Julia Brystygier. Najczęstszymi metodami tortur było bicie gumowymi pałkami, kopanie po nerkach, głowie i piszczelach, a także sadzanie więźniów na nodze od stołka z uniesionymi nogami.
Zwłoki pomordowanych były grzebane w rowie, który znajdował się na terenie więzienia. Ciała składane były na zmianę ze śmieciami i zasypywane wapnem. Niektórych więźniów chowano w bezimiennych mogiłach na cmentarzu Wojskowym na Powązkach w kwaterze na Łączce, a także na cmentarzu Bródnowskim.

### Po 1956
Po 1956 roku „Toledo” zamieniono na zakład karny dla kobiet. W 1975 roku zostało przeniesione na Grochów. Kompleks więzienia rozebrano, a na jego terenie wybudowano bloki mieszkalne. W 2001 roku, w miejscu więzienia stanął pomnik „Ku Czci Pomordowanych w Praskich Więzieniach 1944–1956”, przedstawiający mężczyznę rozrywającego kraty. Do budowy pomnika wykorzystano fundamenty muru więziennego.

## Więźniowie

### Pomordowani
W więzieniu zginęli m.in.:
- Józef Czerniawski
- Edward Grabarz
- Zygmunt Kęska
- Stefan Nowaczek
- Edward Nowicki
- Lucjan Szymański

### Więzieni żołnierze batalionu Zośka
- Anna Borkiewicz-Celińska
- Henryk Kończykowski ps. „Halicz”